# Volvo Gran Artic 300
Volvo Gran Artic 300 — шасси для многосекционных автобусов, выпускаемое шведским автопроизводителем Volvo Bussar с 2016 года.

## Информация
Вместимость 30-метрового Volvo Gran Artic 300 составляет 300 пассажиров. Автобус производится в Бразилии и в Латинской Америке. Ещё в 1990-х латиноамериканское автобусное подразделение Volvo разработала первый прототип трёхсекционного автобуса, как Ikarus 293, но с низким полом, современной отделкой, комфортным салоном и вместимостью 270 пассажиров. Первый прототип был представлен на выставке FetransRio в Рио-де-Жанейро для программы Bus rapid transit. По словам производителей, автобус призван заменить какие-нибудь стандартные транспортные средства, при этом средняя скорость движения должна быть увеличена, а вредные выбросы должны быть сокращены.
В Бразилии для удобства крупногабаритного автобуса Volvo Gran Artic 300 существуют специальные остановки, чтобы пассажиры заранее могли проверить наличие проездных документов. Это ускоряет процесс посадки в автобус.